# Vrati se, vrati
Vrati se, vrati je sedmi studijski album hrvatskog glazbenika Siniše Vuce. Objavljen je 2002. u izdanju diskografske kuće Croatia Records.

## Popis pjesama
1. "Calen bite"
2. "Vrati se, vrati" (s Vesnom Zmijanac)
3. "Klošar"
4. "Poslije njega"
5. "Da se sredim"
6. "Napijte me, napijte"
7. "Ne volim te"
8. "Pijem vino (i ono mene)"
9. "Nije meni suđeno"
10. "Cetina"